# Morndi Munro
Morndi Munro o Bill Munro (mort durant la dècada de 1990) fou un aborigen australià, últim parlant competent d'Unggumi, del grup de llengües worrorra, unes llengües australianes parlades a d'Austràlia Occidental. Vivia a la regió del riu Isadell a Merrara, a la nord de Kimberley (Austràlia Occidental) i durant la seva joventut va parlar per la ràdio defensant la seva terra i la seva llengua. Va recollir diverses històries que foren publicades posteriorment a Emerarra: a Man of Merarra (1996).